# Matt Bianco
Pour les articles homonymes, voir Bianco (homonymie).
Matt Bianco est un groupe de musique britannique formé en 1983, fondé par Kito Poncioni (basse), Mark Reilly (chant) et Danny White (claviers), auquel est venue s'ajouter par la suite Basia Trzetrzelewska (chant). Le style musical du groupe se caractérise notamment de sophisti-pop, jazz-funk et blue-eyed soul.

## Biographie
Matt Bianco connut un succès notable avec l'album Whose Side Are You On (1984) incluant les titres Get Out Of Your Lazy Bed et More Than I Can Bear, où leur musique mélange habilement le jazz avec des rythmes latinos.
Mais les membres se séparent aussitôt après pour tenter des carrières en solitaire (guère couronnées du même succès sauf en ce qui concerne Basia Trzetrzelewska et Danny White qui ensemble forment un groupe nommé Basia avec un fort succès à la clef aux États-Unis). Seul Mark Reilly continue l'aventure Matt Bianco avec Mark Fisher dont le deuxième album, sans titre, comprend le single Yeh Yeh, qui est une reprise d'un titre écrit en 1963 par Rodgers Grant et Pat Patrick et qui fut, en 1965, porté au sommet du hit parade par Georgie Fame.
Le groupe original se réunit de nouveau en 2004 pour l'album Matt’s Mood puis se sépare. Depuis, sous le nom de Matt Bianco, Mark Reilly et Mark Fisher ont sorti des compilations entre 2005 et 2008, (dont la réédition de The Best of Matt Bianco de 1990), HiFi Bossanova en 2009 et Hideaway en 2012.

## Albums
- Gravity, 2017
- Matt Bianco 2CD Deluxe Edition, 2017
- Whose Side Are You On? Deluxe 2CD Edition, 2016
- Hideaway, 2012
- HiFi Bossanova, 2009
- The Best of Matt Bianco: Platinum Collection, 2005

1. Don't Blame It on That Girl
2. Yeh-Yeh
3. Half a Minute
4. More Than I Can Bear
5. Sneaking Out the Back Door
6. Fire in the Blood
7. Good Times
8. Matt's Mood
9. Get Out Your Lazy Bed
10. Wap Bam Boogie
11. Dancing in the Street
12. Whose Side Are You On?
13. Say It's Not Too Late
14. Nervous
15. We've Got the Mood-Matt's Mood '90
16. Fire in the Blood [12"]

- Matt's Mood, 2004

1. Ordinary Day
2. I Never Meant To
3. Wrong Side of the Street
4. La Luna
5. Say the Words
6. Golden Days
7. Ronnie's Samba
8. Kaleidoscope
9. Slip & Sliding
10. Matt's Mood III

- Echoes, 2002
- World Go Round, 1998
- A/Collection, 1998
- Gran Via, 1995
- Another Time Another Place, 1994
- Yeah Yeah, 1993
- The Best of Matt Bianco: 1983-1990, 1991
- Samba In Your Casa, 1991
- Indigo, 1988

1. Don't Blame It on That Girl
2. Nervous
3. Slide
4. Say It's Not Too Late
5. Wap Bam Boogie
6. Good Times
7. R&B
8. Hanging On
9. Jack of Clubs
10. Indigo
11. Don't Blame It on That Girl [12" Mix]
12. Good Times [Miami Mix]

- Matt Bianco, 1986

1. Yeh Yeh
2. Dancing in the Street
3. Undercover
4. Fly by Night
5. Smooth
6. More Than I Can Bear
7. I Wonder
8. Just Can't Stand It
9. Summer Song
10. Sweetest Love Affair
11. Up Front

- Whose Side Are You On?, 1984

1. Whose Side Are You On?
2. More Than I Can Bear
3. No No Never
4. Half a Minute
5. Matt's Mood
6. Get Out of Your Lazy Bed
7. It's Getting Late
8. Sneaking Out the Back Door
9. Riding With the Wind
10. Matt's Mood II